# Jérôme Robineau de Bougon
Pour les articles homonymes, voir Robineau et Bougon.
Jérôme Robineau de Bougon est un homme politique français né le 25 mars 1779 à Bouguenais (Province de Bretagne) et décédé le 11 mai 1851 au Louroux-Béconnais (Maine-et-Loire).

## Biographie
Marie Joseph Louis Jérôme Robineau de Bougon  est le fils de François Joseph Robineau, chevalier, sieur de Bougon, seigneur de Bouguenais et autres lieux, mousquetaire de la garde du Roi, et de Louise Antoinette Michelle de L'Esperonnière, dame de Vritz. Il est le frère de Joseph Michel Félicité Vincent Robineau de Bougon et l'oncle de Louis Juchault de Lamoricière.
Embrassant la carrière des armes, il devient capitaine du génie. Il se retire au Louroux-Béconnais, dont il devient maire le 10 février 1813, et conserve ses fonctions jusqu'au 15 octobre 1846. Il les reprend encore après 1848, à la demande du préfet de Maine-et-Loire. Après avoir échoué aux élections législatives du 17 janvier 1831, dans le 1er collège de Maine-et-Loire (Angers), face à Augustin Giraud, il est élu, le 8 février, au Grand collège, lors d'une double partielle dont l'objet était de procéder au remplacement de Martial de Guernon-Ranville, condamné par la Cour des Pairs, et Thomas-Louis Desmazières, démissionnaire. Il est réélu le 5 juillet 1831 puis, après un échec le 21 juin 1834, de nouveau réélu le 4 novembre 1837 puis le 2 mars 1839.
Robineau se fait peu remarquer à la Chambre ; en 1834, il prend part à la discussion sur l'augmentation des effectifs de la gendarmerie et vote en général avec la majorité ; il opine cependant contre les lois d'apanage, et donne sa démission pour raisons de santé le 16 mai 1841.
Conseiller général de 1836 à 1848, il s'occupe beaucoup d'agriculture et d'élevage, spécialement de la race bovine.

## Sources
- « Jérôme Robineau de Bougon », dans Adolphe Robert et Gaston Cougny, Dictionnaire des parlementaires français, Edgar Bourloton, 1889-1891 [détail de l’édition]